# Pedro Soares
Pedro Nuno de Almeida Soares (* 10. August 1974 in Lissabon) ist ein ehemaliger portugiesischer Judoka. Er gewann bei Europameisterschaften zwei Silber- und zwei Bronzemedaillen.

## Sportliche Karriere
Der 1,90 m große Pedro Soares gewann zwischen 1992 und 2002 elf portugiesische Meistertitel. Zehnmal siegte er in der jeweils höchsten Gewichtsklasse, 2002 zudem in der offenen Klasse. International trat er bis 2000 im Halbschwergewicht an, danach im Schwergewicht.
1994 siegte er bei den Junioreneuropameisterschaften in Lissabon, wobei er im Finale den Niederländer Dennis van der Geest bezwang. Bei den Europameisterschaften 1995 in Birmingham unterlag er im Viertelfinale dem Polen Paweł Nastula. Mit zwei Siegen in der Hoffnungsrunde erreichte er den Kampf um Bronze, den er gegen den Briten Raymond Stevens gewann. Bei den Weltmeisterschaften 1995 in Chiba schied Soares in seinem Auftaktkampf gegen den Rumänen Radu Ivan aus.
Anfang 1996 erreichte Soares das Finale beim Tournoi de Paris und belegte den zweiten Platz hinter Paweł Nastula. Dreieinhalb Monate später erreichte er mit einem Sieg über den Russen Dmitri Sergejew das Finale der Europameisterschaften in Den Haag, erneut verlor er gegen Paweł Nastula. Bei den Olympischen Spielen in Atlanta bezwang er in seinem ersten Kampf den Deutschen Detlef Knorrek durch Ippon, ebenfalls durch Ippon besiegte er im Achtelfinale den Kubaner Ángel Sánchez. Im Viertelfinale verlor er vorzeitig gegen Nastula. Der Kampf in der Hoffnungsrunde gegen den Ungarn Antal Kovács ging über die volle Kampfdauer von fünf Minuten und endete durch Schiedsrichterentscheid zugunsten des Ungarn. Ende 1996 gewann Soares eine Bronzemedaille bei den Weltmeisterschaften der Studierenden.
1997 belegte Soares den zweiten Platz beim World Masters hinter Radu Ivan und beim Turnier in Budapest hinter dem Deutschen Daniel Gürschner. Bei den Europameisterschaften in Ostende unterlag er Radu Ivan im Kampf um Bronze. 1998 gewann Soares das Tournoi de Paris mit einem Finalsieg über den Franzosen Ghislain Lemaire. Ende 1998 gewann er wie 1996 Bronze bei den Weltmeisterschaften der Studierenden. 1999 siegte er beim Weltcup-Turnier in Budapest. Bei den Europameisterschaften 1999 schied er in der Hoffnungsrunde gegen den Georgier Iveri Jikurauli aus. Im Sommer 1999 fand die Universiade in Palma de Mallorca statt und Soares gewann den Titel. Bei den Europameisterschaften 2000 in Breslau unterlag Soares im Halbfinale gegen Daniel Gürschner und verlor den Kampf um Bronze gegen Iveri Jikurauli. Vier Monate später bei den Olympischen Spielen in Sydney gewann Soares seinen ersten Kampf gegen den Ägypter Bassel El-Gharbawy. Nach seiner Achtelfinalniederlage gegen den Kanadier Nicolas Gill schied Soares in der Hoffnungsrunde gegen den Niederländer Ben Sonnemans aus.
Im Jahr 2002 trat Soares bei den Europameisterschaften in Maribor im Schwergewicht und in der offenen Klasse an. In der offenen Klasse unterlag er im Halbfinale dem Russen Alexander Michailin, im Kampf um Bronze bezwang Soares den Spanier Aythami Ruano. Zwei Tage später erreichte Soares durch einen Halbfinalsieg über den Franzosen Frédéric LeCanu das Finale, dort unterlag er dem Russen Tamerlan Tmenow.
Pedro Soares wurde nach seiner aktiven Laufbahn Judotrainer und betreute unter anderem Jorge Fonseca bei dessen Weltmeisterschaftssieg 2019.